# Pa' ti + Lonely
«Pa' ti» y «Lonely» (colectivamente referidos como «Pa' ti + Lonely») son dos canciones grabadas por la cantante estadounidense Jennifer Lopez y el cantante colombiano Maluma para la banda sonora de la próxima película, Marry Me (2021). Se lanzaron el 24 de septiembre de 2020 por Sony Music Latin. «Pa' ti» fue escrita por el dúo junto a Andrea Mangiamarchi "Elena Rose", Jon Leone y Edgar Barrera y producido por los dos primeros. «Lonely» fue escrita por el dúo junto a Kevin Jiménez Londoño y Bryan Lezcano Chaverra, quien también produjo la canción bajo los nombres artísticos de Kevin ADG y Chan El Genio "The Rude Boyz".

## Antecedentes y composición
El 18 de junio de 2020, López reveló que estaba trabajando en más música nueva, escribiendo: «No puedo esperar a que escuches en lo que hemos estado trabajando pa 'ti». Un mes después, publicó una foto de sí misma en el estudio de grabación con Maluma, con la leyenda: «Pase lo que pase 'toy pa' ti». Más tarde reveló en una entrevista con Variety que grabó dos nuevas canciones con Maluma que serían lanzadas en un futuro cercano. Según López, «tuvieron una química tan divertida y natural» mientras trabajaban en Marry Me, lo que los llevó a querer grabar música adicional a la que ya habían grabado para la película.
Discutiendo cómo surgió la colaboración, en una videollamada de FaceTime durante la pandemia de COVID-19 : Maluma dijo: «Tengo un par de canciones. Te voy a enviar una». El 21 de septiembre de 2020, López y Maluma publicaron un teaser de 15 segundos en sus respectivas cuentas de redes sociales para anunciar que lanzarían una colaboración de dos canciones, llamada «Pa 'Ti + Lonely», el 24 de septiembre de 2020. Más tarde se reveló que las dos canciones aparecerían en la banda sonora de Marry Me.
«Pa' Ti» es una canción de reguetón en el que López y Maluma cantar sobre «lo que uno tiene que ofrecer la otra por medio de sus riquezas y lujoso estilo de vida». Mientras tanto, «Lonely» presenta un ritmo trampa «más lento y constante».

## Video musical
El video musical de dos partes de «Pa' ti» y «Lonely» fue dirigido por Jessy Terrero y filmado en Huntington, Nueva York en un transcurso de tres días. El peinado de Lopez para el video fue peinado por Chris Appleton y su maquillaje por Mary Phillips. Al describir su apariencia en el video, Appleton dijo: «La primera mitad del video es más agradable, y luego, en el segundo video, se vuelve más rudo, el primer video es un poco limpio, y luego escapa de la cárcel y vengarse». López colaboró con Rob Zangardi y Mariel Haenn en su vestuario para el video.
El video comienza con «Pa' ti», donde un multimillonario interpretado por López es investigado por corrupción; Maluma interpreta a su guardaespaldas. Diferentes escenas muestran a López bailando en su oficina, así como cantando con Maluma en su villa y en una azotea con vista a la ciudad de Nueva York. A medida que avanza el video de «Pa' ti», los dos se acercan gradualmente y finalmente terminan en la cama juntos. «Lonely» comienza donde termina «Pa' ti», mostrando a López y Maluma en la cama cuando el FBI comienza a asaltar su villa. Lopez es arrestada y pronto descubre que su guardaespaldas y amante es en realidad un agente encubierto del FBI. Más tarde, los dos tienen un encuentro acalorado cuando se enfrentan en una sala de interrogatorios de la policía. López luego realiza una pausa de baile en prisión, antes de que Maluma la ayude a escapar. Dos meses después, Maluma encuentra a López sentado en un bar en Abu Dhabi ; López se aleja cuando termina «Lonely».

### Recepción
El video, así como un video detrás de escena, se estrenó el 24 de septiembre de 2020 en TikTok Live.  Fue el primer video musical que se estrenó en la plataforma. Escribiendo para Harper Bazaar, Chelsey Sanchez describió el video de como una «narrativa cinematográfica», y también lo consideró como «algo de la moda más caliente momentos para adornar las pantallas de nuestros portátiles este año». Del mismo modo, Regina Star de iHeartRadio describió los videos como una «experiencia cinematográfica de 9 minutos» y «dos imágenes muy calientes». Afirmó que el video «parece tener un presupuesto mayor que la mayoría de las películas independientes». Chris Murphy de Vulture notó la química entre López y Maluma, y escribió que «el video musical de 'Lonely' nos muestra cómo se vería un renacimiento de Chicago protagonizado por Jennifer Lopez como Velma Kelly, y no decepciona en absoluto». Gabriela Arévalo, de Radio.com, afirmó que «el público es llevado a una montaña rusa emocional» a lo largo del video de dos partes, calificándolo como «una historia llena de intriga, suspenso».

## Presentaciones en vivo
López y Maluma interpretaron ambas canciones en vivo por primera vez durante los American Music Awards de 2020, en el Microsoft Theatre de Los Ángeles el 22 de noviembre.

## Promoción
Tras el estreno del video a través de TikTok, López había invitado a las dos estrellas más importantes de la aplicación, Charli D'Amelio y Addison Rae, a iniciar un desafío de baile promocional para «Pa' ti» en la plataforma. El desafío de baile viral presenta una rutina de baile que refleja la coreografía de López en el video musical de «Pa' ti», y al 29 de septiembre de 2020, las publicaciones con el hashtag #PaTiChallenge habían generado más de 1300 millones de visitas en el plataforma. Como parte del desafío, López y TikTok se asociaron con la compañía de yogur Yoplait, donde esta última acordó donar $1 a Feeding America por cada hashtag #PaTiChallenge y #YoplaitimeDonation compartido hasta el 30 de octubre de 2020.

## Lista de ediciones
| Pa' Ti |                              |                                                                                        |                         |          |  |
| N.º    | Título                       | Escritor(es)                                                                           | Productor(s)            | Duración |  |
| 1.     | «Pa' Ti»                     | Jennifer Lopez, Maluma, Andrea Mangiamarchi, Jon Leone y Edgar Barrera                 | Leone y Barrera         | 3:50     |  |
| 2.     | «Pa' Ti» (Spanglish Version) | Lopez, Maluma, Elena Rose, Leone, Barrera, Nathaniel Company y Janée Bennett "Jin Jin" | Leone, Barrera y Mackey | 3:50     |  |
| 7:40   |                              |                                                                                        |                         |          |  |

| Lonely |          |                                                                                                |                                           |          |  |
| N.º    | Título   | Escritor(es)                                                                                   | Productor(s)                              | Duración |  |
| 1.     | «Lonely» | Maluma, Lopez, Kevin Mauricio Jiménez Londoño y Bryan Snaider Lezcano Chaverra "Chan El Genio" | Kevin ADG y Chan El Genio "The Rude Boyz" | 3:19     |  |
| 3:19   |          |                                                                                                |                                           |          |  |

| Pa' Ti + Lonely |                              |                                                              |                           |          |  |
| N.º             | Título                       | Escritor(es)                                                 | Productor(s)              | Duración |  |
| 1.              | «Pa' ti»                     | Lopez, Maluma, Elena Rose, Leone y Barrera                   | Leone y Barrer            | 3:50     |  |
| 2.              | «Pa' ti» (Spanglish Version) | Lopez, Maluma, Elena Rose, Leone, Barrera, Company y Jin Jin | Leone y Barrera           | 3:50     |  |
| 3.              | «Lonely»                     | Maluma, Lopez, Londoño y Chan El Genio                       | Kevin ADG y The Rude Boyz | 3:19     |  |
| 10:58           |                              |                                                              |                           |          |  |

## Posicionamiento en listas

### «Pa' ti»
| Listas (2020)                                   | Mejor posición |
| ----------------------------------------------- | -------------- |
| Argentina (Argentina Hot 100)                   | 99             |
| Bélgica (Ultratop 50) Wallonia                  | 46             |
| Canadá (Digital Song Sales)                     | 33             |
| El Salvador (Monitor Latino)                    | 11             |
| España (PROMUSICAE)                             | 57             |
| Estados Unidos (Bubbling Under Hot 100 Singles) | 25             |
| Estados Unidos (Hot Latin Songs)                | 9              |
| Estados Unidos (Latin Digital Songs)            | 1              |
| Estados Unidos (Latin Airplay)                  | 1              |
| Estados Unidos (Latin Pop Songs)                | 1              |
| Estados Unidos (Latin Rhythm Airplay)           | 1              |
| Guatemala (Monitor Latino)                      | 19             |
| Honduras Pop (Monitor Latino)                   | 14             |
| Hungría (Single Top 40)                         | 5              |
| México Español Airplay (Billboard)              | 12             |
| Panamá (Monitor Latino)                         | 9              |
| Perú Pop (Monitor Latino)                       | 11             |
| Portugal (AFP)                                  | 148            |
| Puerto Rico (Monitor Latino)                    | 8              |
| Suiza (Schweizer Hitparade)                     | 74             |
| Venezuela Pop (Monitor Latino)                  | 9              |

### «Lonely»
| Listas (2020)           | Mejor posición |
| ----------------------- | -------------- |
| Hungría (Single Top 40) | 19             |

## Certificaciones
| País (organismo certificador) | Certificación | Unidades certificadas |
| ----------------------------- | ------------- | --------------------- |
| Estados Unidos (RIAA)         | Oro (latín)   | 30 000                |
| México (AMPROFON)             | Oro           | 70 000                |

## Historial de lanzamiento
| País   | Fecha                    | Formato                      | Versión                      | Discográfica     | Ref    |
| ------ | ------------------------ | ---------------------------- | ---------------------------- | ---------------- | ------ |
| Varios | 24 de septiembre de 2020 | Descarga digital y streaming | «Pa' Ti + Lonely»            | Sony Music Latin | [ 46 ] |
| Italia | 2 de octubre de 2020     | Contemporary hit radio       | «Pa' Ti (Spanglish Version)» | Sony Music Latin | [ 47 ] |
| Varios | 11 de diciembre de 2020  | 12"                          | «Pa' Ti + Lonely»            | Sony Music Latin | [ 48 ] |
| Varios | 5 de febrero de 2021     | 12" disco de imagen          | «Pa' Ti + Lonely»            | Sony Music Latin | [ 49 ] |